# Thesium whyteanum
Thesium whyteanum är en sandelträdsväxtart som beskrevs av Alfred Barton Rendle. Thesium whyteanum ingår i släktet spindelörter, och familjen sandelträdsväxter. Inga underarter finns listade i Catalogue of Life.